# Panorpa immaculata
Panorpa immaculata är en näbbsländeart som beskrevs av Peter Esben-Petersen 1915. 
Panorpa immaculata ingår i släktet Panorpa och familjen skorpionsländor. Inga underarter finns listade i Catalogue of Life.